# Saarland Airlines
Saarland Airlines war eine deutsche Charterfluggesellschaft mit Sitz in Düsseldorf und Basis auf dem Flughafen Düsseldorf.

## Geschichte

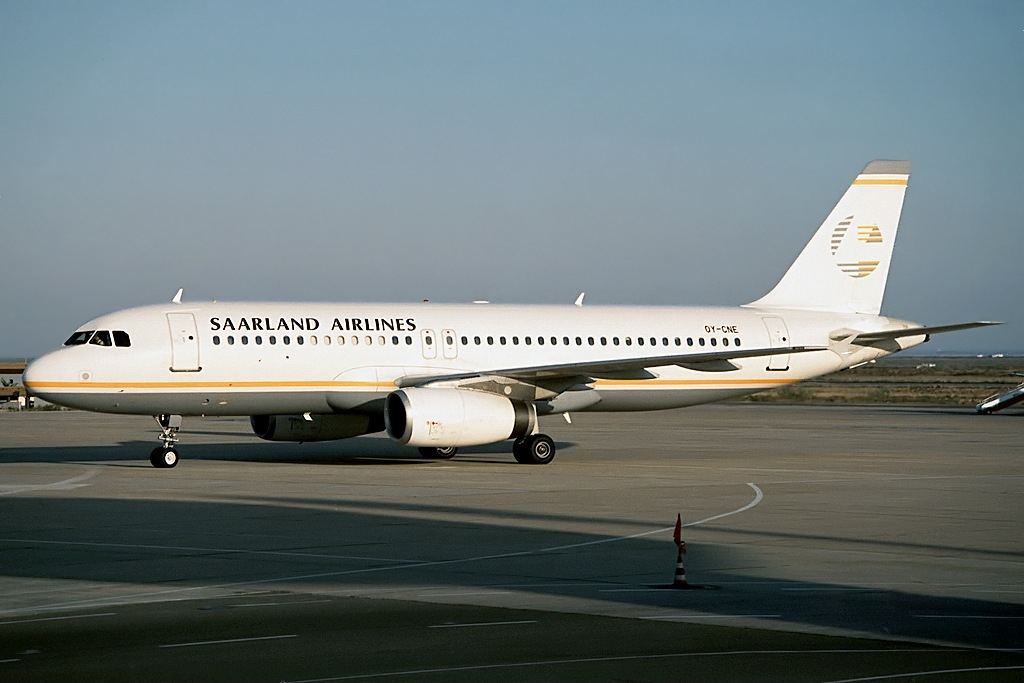
Anfang 1993 übernahm Saarland Airlines zwei Airbus A320

Saarland Airlines wurde Anfang 1992 von dem saarländischen Unternehmer Josef Tabellion und türkischen Geschäftspartnern gegründet, um die von Düsseldorf ausgehenden Charterverbindungen der insolventen Noble Air zu übernehmen. Die Aufnahme des Flugbetriebs erfolgte am 4. April 1992 zwischen Düsseldorf und Dalaman mit einer von der dänischen Maersk Air gemieteten Boeing 737-300. Ab Oktober 1992 setzte das Unternehmen eine geleaste Boeing 737-300 in eigener Farbgebung ein. Die Gesellschaft übernahm im Dezember 1992 die Hamburg Airlines, wodurch deren Eigentümer Eugen Block im Tausch eine 20-prozentige Beteiligung an der Saarland Airlines erhielt. Ebenso besaß der Unternehmer Hans Rudolf Wöhrl, Gründer der Regionalfluglinie Nürnberger Flugdienst, Anteile an der Gesellschaft.
Im Frühjahr 1993 erweiterte Saarland Airlines ihre Flotte mit zwei geleasten Airbus A320-200. Die Gesellschaft führte hauptsächlich IT-Charterflüge im Auftrag des deutschen Reiseveranstalters MP Travel Line nach Portugal und in die Türkei durch. Als dieser Reiseanbieter Ende Juni 1993 Konkurs anmeldete, war die wirtschaftliche Existenz des Unternehmens gefährdet. Um den Fortbestand der Fluggesellschaft zu sichern, wurde die Auffanggesellschaft MP Touristik gegründet, an der Saarland Airlines mit 20 Prozent und ihr Vorstandsvorsitzender, Jürgen Nappe, mit 80 Prozent beteiligt waren.
Die MP Touristik übernahm die bestehenden Charterverträge der MP Travel Line aber auch deren Verbindlichkeiten. Die Schuldenhöhe, die Kosten für den Rücktransport der Urlauber sowie der gleichzeitige Einbruch der Buchungszahlen führten bereits am 28. Juli 1993 zum Konkurs der Auffanggesellschaft. Saarland Airlines konnte anschließend keine neuen Reiseveranstalter als Kunden gewinnen und infolgedessen ihre Flugzeuge nicht mehr auslasten. Das Unternehmen stellte den Flugbetrieb im Dezember 1993 ein und meldete kurz darauf Insolvenz an.

## Flotte
Die Flotte der Saarland Airlines bestand im Jahr 1993 aus drei Flugzeugen:
- 2 Airbus A320-200
- 1 Boeing 737-300